# Ives Goddard
Robert Hale Ives Goddard (1941-Washington, D.C., 6 de agosto de 2025) fue un lingüista y conservador estadounidense en el Departamento de Antropología del Museo Nacional de Historia Natural del Instituto Smithsoniano. Se le considera uno de los principales expertos en las lenguas algonquinas, la familia de lenguas más grande entre las álgicas .

## Biografía
Ives Goddard se licenció en la Universidad Harvard en 1963 y obtuvo el doctorado en la misma universidad en 1969. De 1966 a 1969 fue becario de la Harvard Society of Fellows. Después de doctorarse, Goddard enseñó en Harvard como profesor. En 1975 se trasladó a la Smithsonian Institution. Sus investigaciones de campo se han concentrado en las lenguas delaware y meskwaki. También es conocido por sus trabajos en las lenguas algonquinas, massachusetts y la historia del idioma cheyene. También son notables sus trabajos sobre la historia de la rama arapaho del algonquino, de la que los dos representantes vivos son la lengua arapaho y la hablada por los gros ventres. Goddard es una figura prominente en el estudio de la metodología de la lingüística histórica. Es, además, el editor lingüístico y técnico del Handbook of North American Indians.